# 松平頼幸
松平 頼幸（まつだいら よりとみ）は、江戸時代中期の大名。常陸国府中藩5代藩主。官位は従四位下・播磨守、侍従。

## 略歴
3代藩主・松平頼明の四男として誕生。母は久野安静の娘留与。幼名は源吉。4代藩主・松平頼永の異母弟。諱は頼時から頼幸に改める。
享保20年（1735年）、異母兄で先代藩主の頼永が嗣子なくして早世したため、その養嗣子として跡を継いだ。元文4年（1739年）、浅野吉長や松平頼貞と共に尾張藩主・徳川宗春に対して廃立を伝える使者を務めた。寛保2年（1742年）6月28日、24歳で死去した。頼幸にも嗣子がなく、養嗣子の頼済（松平頼貞の七男）が跡を継いだ。

## 年表
※日付＝旧暦
- 1735年（享保20年）、家督相続し、常陸府中藩（茨城県石岡市）藩主を継承する。 12月16日、従四位下播磨守に叙任。
- 1736年（元文元年）12月16日、侍従兼任。
- 1742年（寛保2年）6月28日、卒去。法名は空洞院擔誉仙巖道照。墓所は茨城県常陸太田市の瑞龍山。

## 系譜
- 側室：昌寿院 - 中村尹広の娘
  - 長男：中村源吉
- 養子
  - 松平頼済 - 松平頼貞の七男